# سرعت گریز

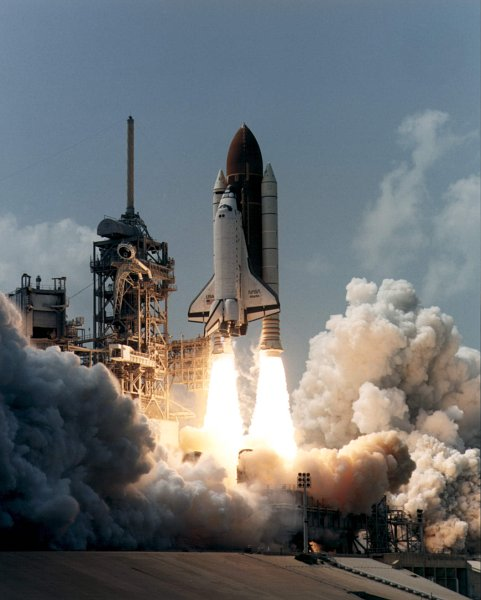
پرتاب شاتل فضایی آتلانتیس در مأموریت اس‌تی‌اس-۷۱.

سرعت گریز در فیزیک و ستاره‌شناسی به حداقل سرعتی گفته می‌شود که یک جسم باید داشته باشد تا بتواند از چنگ نیروی گرانشی جسم دیگر بگریزد.
سرعت گریز حدی است که بنا بر آن، اگر جرمی با سرعت اولیۀ بیش از سرعت گریز جرمی که می‌خواهد از آن بیرون برود به سوی بیرون حرکت کند موفق به فرار از آن خواهد شد، اما اگر سرعت آن جرم کم‌تر از سرعت گریز آن جرم دیگر باشد موفق به این کار نخواهد شد. مثلاً سرعت گریز از سیارهٔ زمین ۱۱٫۲ کیلو
متر بر ثانیه است یعنی اگر جرمی باسرعتی بیش از حدود ۱۱٫۲ کیلومتر بر ثانیه مستقیماً به سوی بیرون حرکت کند موفق به فرار از آن خواهد شد اما اگر سرعت آن جرم از این حد کم‌تر باشد ابتدا به سوی بالا رفته و سپس دوباره به پایین بازمی‌گردد.
یک موشک، که به‌طور مداوم با استفاده از سوخت خود در حال شتاب است، نیازی به رسیدن به سرعت فرار بالستیک ندارد و با هر سرعتی که دارد می‌تواند به راه خود ادامه دهد زیرا با بیرون راندن جرم و واکنش آن انرژی جنبشی اضافی تأمین می‌شود. با داشتن حالت مناسب پیشراننده و سوخت کافی برای فرار با نیروی شتاب‌دهندۀ موشک می‌تواند با هر سرعت فرار را بدست آورد.
برای جسمی بزرگ و از نظر کروی بودن متقارن؛ مانند یک ستاره یا سیاره، سرعت گریز برای آن جسم در یک فاصلهٔ معین با این فرمول ۳ محاسبه می‌شود:
{\displaystyle v_{e}={\sqrt {\frac {2GM}{r}}},}
که G ثابت گرانش؛ (G ≈ ۶٫۶۷×10−۱۱ و m3·kg−۱·s−۲), و M جرم سیاره مورد نظر، و r فاصلۀ میان مرکز ثقل جسم است.